# راي رايت
راي رايت (بالإنجليزية: Ray Wright)‏ (6 سبتمبر 1918 في المملكة المتحدة - 1 يناير 1987) هو لاعب كرة قدم بريطاني (وحمل سابقاً جنسية المملكة المتحدة لبريطانيا العظمى وأيرلندا) في مركز الهجوم. لعب مع نادي إكزتر سيتي ووولفرهامبتون واندررز ويوفل تاون.